# بن عروس
ابن عروس مدينة جنوب تونس العاصمة وعاصمة ولاية ابن عروس. يبلغ عدد ساكني البلدية 88 322 نسمة.
| بن عروس مقرين رادس سيدي رزيق |

## مدن شقيقة
- سانت إتيان (فرنسا)، منذ 26 جانفي 1994.[3]
- أبريليا (إيطاليا)، منذ 29 أكتوبر 2003.[3]

## أعلام
- عماد المهذبي
- محمد البوعزيزي
- كلثوم برناز

### مواضيع ذات علاقة
- ولاية بن عروس.
- معتمدية بن عروس.

### وصلات خارجية
- (بالفرنسية) الموقع الرسمي لـ بلدية بن عروس.